# Ana Cláudia Araújo
Ana Cláudia Guerra Araújo (1966) es una botánica, curadora y profesora brasileña.
En la actualidad, desarrolla actividades académicas e investigativas como Pesquisadora III de Empresa Brasileira de Pesquisa Agropecuária, EMBRAPA, e investigadora de la Universidad de Brasilia, trabajando extensamente con la familia de las mirtáceas.
En 1987, obtuvo el diploma de Ciencias Biológicas, por la Universidad de Brasilia; y, el doctorado por la Universidad Federal de Río de Janeiro, en 1994, defendiendo la tesis: Caracterización de estructuras ultraestructural, inmunocitoquímica y citoquímica de microfilarias en formas adultas de Brugia malayi y Wuchereria bancrofti. En 2011, hizo un posdoctorado en el Jardín Botánico de la Universidad de Leicester, donde trabajó con citogenética molecular vegetal.

## Algunas publicaciones
- carolina Morgante, a.c.m. Brasileiro, p. Roberts, l. Arrais, ana c.g. Araujo, l.f. Valadares, s.c.m. leal-Bertioli, d.j. Bertioli, p.m Guimarães. 2013. A survey of genes involved in Arachis stenosperma resistance to Meloidogyne arenaria race 1. Functional Plant Biol.: 1-10
- nicolau b. Cunha, andré m. Murad, thaís m. Cipriano, ana c. Araújo, f.j.l. Aragão, a. Leite, g.r. Vianna, t.r. McPhee, g.h.m.f. Souza. 2011. Expression of functional recombinant human growth hormone in transgenic soybean seeds. Transgenic Res. 20: 811-826
- ana c. Araújo, edgley a. César, david a. Simpson. 2007. Lista Preliminar Da Família Cyperaceae Na Região Nordeste Do Brasil. Vol. 3 de Repatriation of Kew Herbarium data for the Flora of Northeastern Brazil series. Ed. Royal Botanic Gardens, Kew, 60 pp. ISBN 1842462040, ISBN 9781842462041

### Capítulos de libros
- ana c.g. Araujo, julio c.m. Rodrigues. 2004. Formação do endosperma e variação da contribuição parental em plantas sexuais e apomíticas. En: Vera T.C. Carneiro & Diva Dusi (orgs.) Clonagem de plantas por sementes: estratégias de estudo da apomixia. 1.ª ed. Brasilia: Embrapa Recursos Genéticos e Biotecnologia, vol. 1, pp. 67-80

### Miembro de cuerpo editorial
- 2000 - actual, Periódico: Pesquisa Agropecuária Brasileira
- 2008 - actual, Periódico: Revista Brasileira de Botânica
- 2008 - actual, Periódico: Revista do Programa de Ciências Agro-Ambientais

### Revisiones de ediciones
- 2000 - Periódico: Pesquisa Agropecuária Brasileira
- 2008 - Periódico: Revista Brasileira de Botânica
- 2008 - Periódico: Revista de Ciências Agro-Ambientais
- 2010 - Periódico: Genetics and Molecular Research
- 2010 - Periódico: AoB Plants
- 2010 - Periódico: TAG
- 2009 - Periódico: Pesquisa Agropecuária Brasileira (En línea)
- 2010 - Periódico: Sexual Plant Reproduction
- 2010 - Periódico: Anais da Academia Brasileira de Ciencias
- 2012 - Periódico: Wudpecker Journal of Agricultural Res.
- 2012 - Periódico: Protoplasma

## Membresías
- de la Sociedad Botánica del Brasil[6]
- Plantas do Nordeste[7]